# Susaek (métro de Séoul)
Susaek (hangeul : 수색 ; hanja : 水色) est une station de passage de la ligne Gyeongui-Jungang du métro de Séoul. Elle est située, au 261-1, Susaek-ro, Eunpyeong-gu, sur le territoire de l'arrondissement Eunpyeong-gu à Séoul en Corée du Sud. 
La gare d'origine est ouverte en 1906, elle devient une station de métro en 2009. La station est desservie par les circulations des rames omnibus et express sur la ligne Gyeongui-Jungang.

## Situation sur le réseau

Plan du réseau du métro de Séoul (2023)

Établie en surface, Susaek, est une station de passage de la ligne Gyeongui-Jungang du métro de Séoul : elle est située entre la station Hwajeon, en direction du terminus ouest Munsan, et la station Digital Media City, en direction du terminus est Jipyeong.

## Histoire

### Station de métro (depuis 2009)
La station de métro Susaek est ouverte le 1er juillet 2009, lors de l'intégration de l'ensemble de la ligne Gyeongui dans le réseau du métro de Séoul. Elle est installée sur une petite portion de la gare et elle partage le nouveau bâtiment construit en 2009. 
Elle devient une station de la ligne Gyeongui-Jungang, du réseau du métro de Séoul, lors de la création de cette ligne, le 27 décembre 2014, par la création de la section, entre Gongdeok et Yongsan, qui permet la fusion entre les anciennes lignes Gyeongui et Jungang.

## Services aux voyageurs

### Accès et accueil
Située au 261-1, Susaek-ro, elle dispose d'un unique accès. Elle est équipée d'automates pour les titres de transport.

### Desserte
Susaek  est desservie par les rames omnibus qui circulent sur l'ensemble de la ligne principale, et par le service express : Jungang Express.

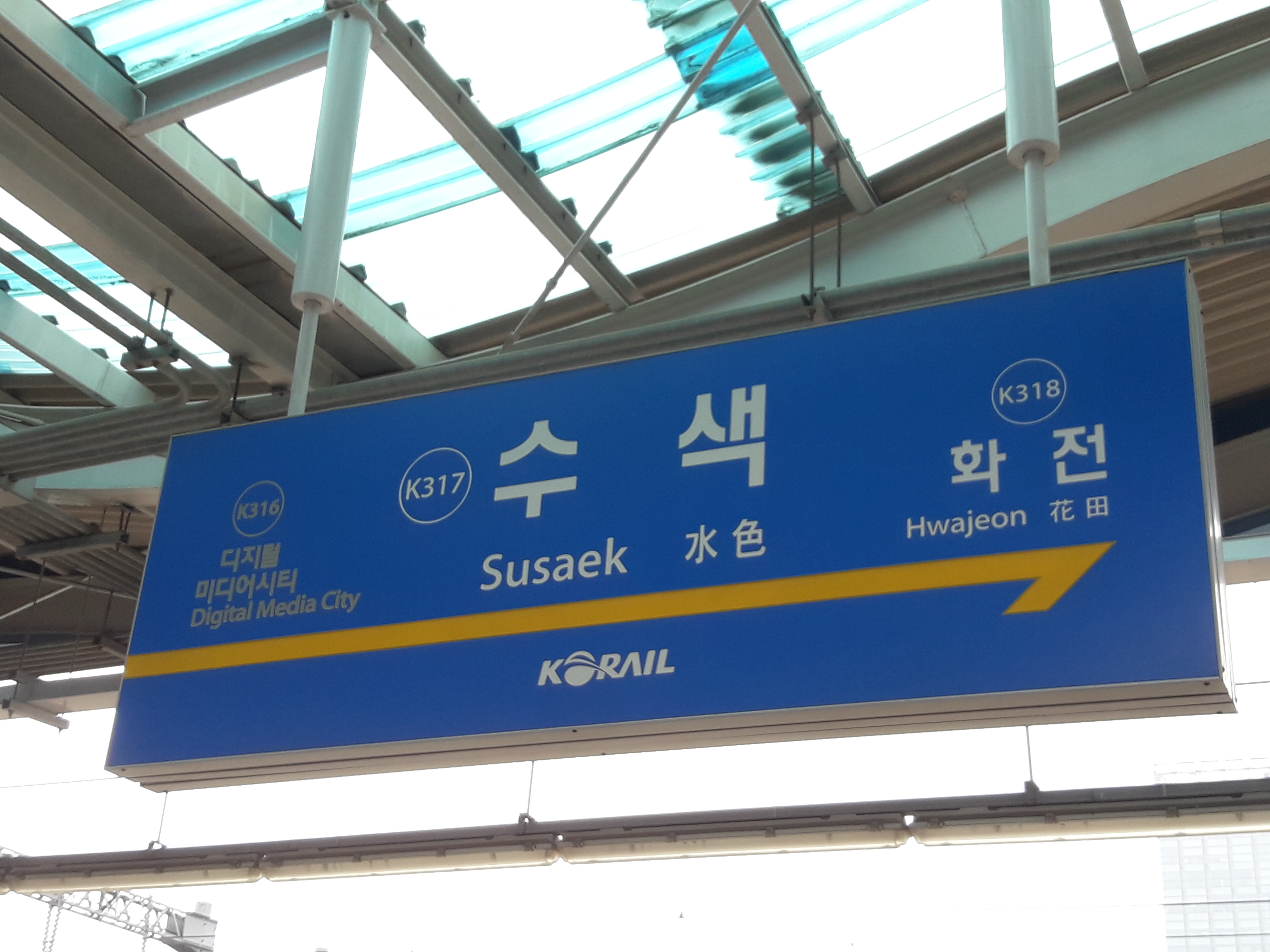
Panneau de quai en 2017.

### Intermodalité
Des arrêts de bus sont situés à proximité.